# Arnoliseus calcarifer
Arnoliseus calcarifer là một loài nhện trong họ Salticidae.
Loài này thuộc chi Arnoliseus. Arnoliseus calcarifer được Eugène Simon miêu tả năm 1902.